# Ансі (футбольний клуб)
ФК «Ансі» (фр. Football Club d'Annecy) — французький футбольний клуб з Ансі, заснований у 1927 році. Команда проводить свої домашні матчі на арені «Парк-де-Спорт».

## Історія

### Створення клубу та перші роки
Футбольний клуб «Ансі» був заснований у 1927 році Рене Вейра, Рене Фавр-Гоффер-Мошбергером, Йоганні Боллузом, Жоржем Рулланом, Жоржем Сонжоном і Еженом Перроном. Першим президентом клубу став Луї Моне.
У 1933 році Жан Шатенуд був призначений президентом і залишався на цій посаді до 1970 року.
Клуб брав участь у воєнному чемпіонаті 1942/43 років, посівши 10 місце у Дивізіоні Південь, але з наступного сезону «Ансі», як і інші французькі клуби, був розфоромований через німецьку окупацію, таким чином втративши професіональний статус.
Після війни клуб брав участь у Дивізіоні пошани Ліги Ліона (фр. Division d'Honneur de la Ligue du Lyonnais) і став його чемпіоном у 1947 році.
1948 року був створений Національний дивізіон аматорського чемпіонату Франції, який став складатись з 48 клубів, розділених на чотири географічні групи, і став найвищим аматорським дивізіоном. У той же час «Ансі», який знову виграв Дивізіон пошани у 1948 році, отримало право зіграти у дебютному розіграші новоствореного турніру.

### Виступ у аматорському чемпіонаті Франції (1948—1971)
«Ансі» виступало в Національному дивізіоні аматорського чемпіонату Франції, найвищому рівні для аматорського клубу з моменту його заснування. Це єдиний клуб разом із «Мюлузом», який грав там з 1948 року, коли було створено Національний дивізіон АЧФ, аж до 1971 року, коли він був розформований. У цей період Люсьєн Ледюк закінчив кар'єру гравця і почав кар'єру тренера.
З 1955 по 1964 рік «Ансі» виступало дуже добре в цьому чемпіонаті, вісім разів фінішувавши у зоні призерів у своїй південно-східній групі. У 1960 році клуб виграв Південно-Східну групу АЧФ і потрапив до фінального раунду, де зібралися переможці кожної групи. Він пройшов «Руан» у чвертьфіналі (3:2 після додаткового часу), потім «Стад де Реймс» у півфіналі (4:2, після додаткового часу), а потім переміг «Нансі» у фіналі (2-1, після додаткового часу). Таким чином «Ансі» виграло національний чемпіонат серед аматорів зі Станісласом Голінським, граючим тренером, колишнім центральним захисником «Німа Олімпік».

### Період занепаду (1971—1984)
1971 року Федерація футболу Франції вирішила поєднати професіональний і аматорський чемпіонат, в результаті чого аматорський чемпіонат припинив існування і «Ансі» стало виступати у новоствореному Дивізіоні 3. Під час свого першого сезону в новій лізі клуб ледь не вийшов до другого дивізіону, але програв матч плей-оф «Мартігу». Команда змагалася в Дивізіоні 3 до сезону 1973/74 років, коли «Ансі» вилетіло назад до Дивізіону пошани Ліги Ліона, де залишалась протягом семи сезонів.
У 1980 році «Ансі» стало віце-чемпіоном Дивізіону пошани і вийшло до Дивізіону 4, заснованого в 1978 році.

### Підвищення до дивізіону 2 (1984—1993)
У 1984 році «Ансі» виграло свою групу Дивізіону 4 і підвищилось у класі, а за підсумками сезону 1987/88 у Південно-східній групі Дивізіону 3 клуб посів друге місце, що дозволило йому у 1988 році вперше зіграти у Дивізіоні 2 завдяки Іву Маньйоне, який забив переможний гол у ворота «Рафаелуа» в останньому турі чемпіонату.
«Ансі» грало у другому дивізіоні з 1988 по 1993 рік, відновивши такими чином свій професіональний статус. Більшість часу головним тренером команди був Гі Стефан.
Найкращим результатом клубу стало дев'яте місце в сезоні 1990/91 років. Того ж року «Ансі» дійшло до стадії 1/8 фіналу Кубка Франції, зокрема пройшовши вищолігове «Нансі».

### Падіння клубу (1993—2016)
За підсумками сезону 1992/93 клуб вилетів до новоствореного Національного дивізіону, в якому грали як аматорські, так і професіональні команди. Втім надовго свій професіональний статус команда втримати не змогла і 16 жовтня 1993 року, після одинадцяти турів чемпіонату, «Ансі» було виключено з турніру. Того ж дня команда під новою назвою (Annecy FC замість FC Annecy) заявилась у восьмий за рівнем дивізіон і надалі грала у регіональних лігах.
За підсумками сезону 2012/13 клуб вийшов до найвищої регіональної ліги, Почесного дивізіону Рона-Альпи, фінішувавши першим у своїй групі лише з однією поразкою за сезон, маючи найкращу атаку (51 гол) і найкращий захист (9 голів). Крім того після 20 років клуб ухвалив рішення під час загальних зборів 14 листопада 2013 року повернути свою історичну назву FC Annecy.
У 2015 році клуб виграв Почесний дивізіон, обігравши «Монтелімар», і вийшов до Другого дивізіону аматорського чемпіонату Франції, п'ятого за рівнем дивізіону країни таким чином повернувшись на загальнонаціональний рівень через 22 роки після пониження.

### Виступи у Національному чемпіонаті (2016—2021)
У першому ж сезоні «Ансі» отримало підвищення до Аматорського чемпіонату Франції після нічиєї проти резервної команди «Бастії». Завдяки ній клуб посів 2-е місце у своїй групі, що дозволило йому отримати підвищення.
З 2016 по 2019 рік клуб був серед лідерів турніру, який з 2017 року отримав назву Національний чемпіонат 2, але не міг підвищитись у класі, щоразу займаючи друге чи третє місце.
По ходу сезону 2019/20 команда посідала перше місце у своїй групі за дев'ять турів до закінчення чемпіонату, але 16 квітня 2020 року через пандемію Covid-19 федерація вирішила призупинити усі свої чемпіонати, завдяки чому команда дотроково вийшла до Національного чемпіонату, третього дивізіону країни.
Новий сезон команда почала невдало, через що 8 грудня 2020 року клуб оголосив про звільнення свого тренера Мішеля Пуансіньйона через погані результати «червоно-білих», коли команда посідала останнє місце. Його наступнику Жану Ів Шаї завдяки серії з 10 ігор без поразок вдалося врятувати команду від вильоту. Тим не менш, 18 травня 2021 року тренер покинув команду, і вже наступного дня клуб оголосив про призначення Лорана Гюйо.

### Вихід до Ліги 2 (2022—)
Під керівництвом нового тренера за підсумками сезону 2021/22 «Ансі» посіло друге місце в чемпіонаті та вийшло до Ліги 2, перемігши в останньому турі «Седан» з рахунком 2:0 завдяки дублю Алексі Босетті.

## Логотипи

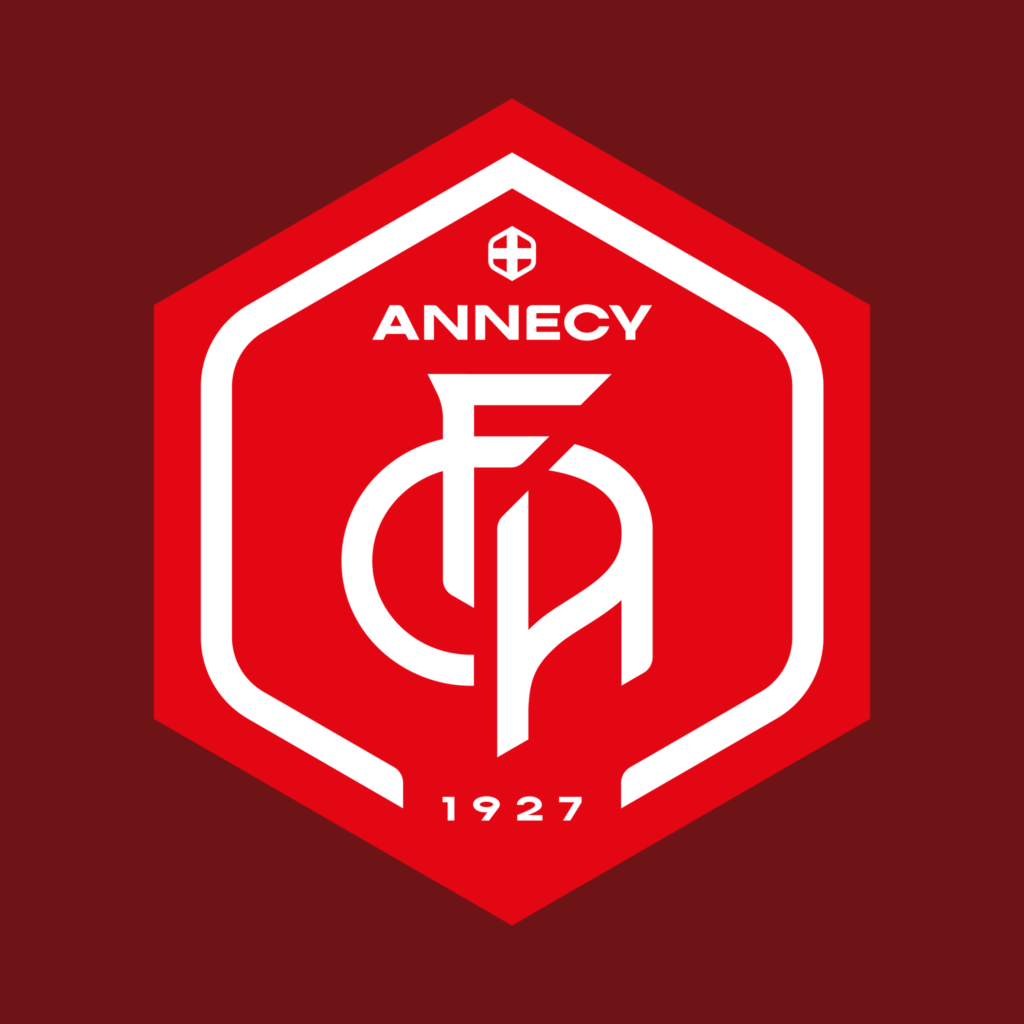
Логотип з 2022 року.

## Досягнення
| Національні змагання | Регіональні змагання                                                                                     |
| Чемпіонати - Національний чемпіонат - Віце-чемпіон: 2021/22 - Національний чемпіонат 2 - Переможець групи: 2019/20 - Дивізіон 4 - Переможець групи: 1983/84 - Чемпіонат Франції серед аматорів - Чемпіон: 1959/60 - Переможець групи: 1954/55, 1957/58 і 1959/60 | Чемпіонати - Дивізіон пошани - Чемпіон: 1947, 1948, 2015 Кубки - Кубок Рона-Альпи - Переможець: 1980 рік |